# 礼帽函数

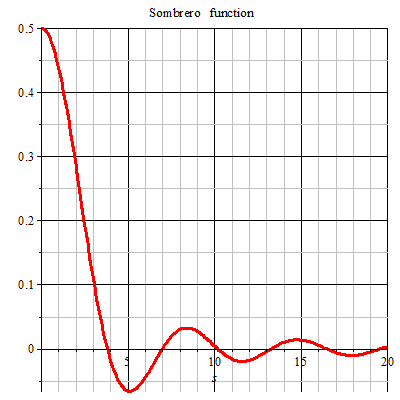
Sombrero function 2D

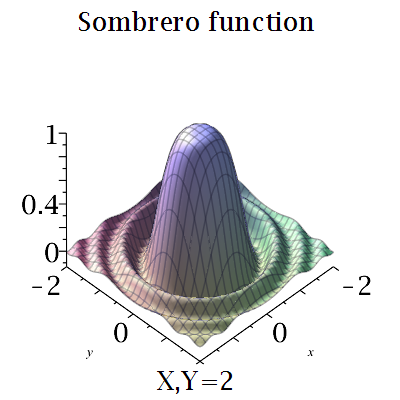
Sombrero function 3D

礼帽函数是SINC 函数在二维极坐标中的推广，形如一个礼帽，故得名。此函数在成像理论中多有应用。
礼帽函数定义如下
{\displaystyle \operatorname {somb} (\rho )=2J_{1}(\pi \rho )/\pi \rho .}
其中 {\displaystyle \rho =x^{2}+y^{2}}. 
{\displaystyle J_{1}(\pi \rho )}是第一类贝塞尔函数